# Буданівський замок
Буданівський замок — фортифікаційна споруда у селі (колишньому містечку) Буданові Теребовлянського району Тернопільської області.

## Історія

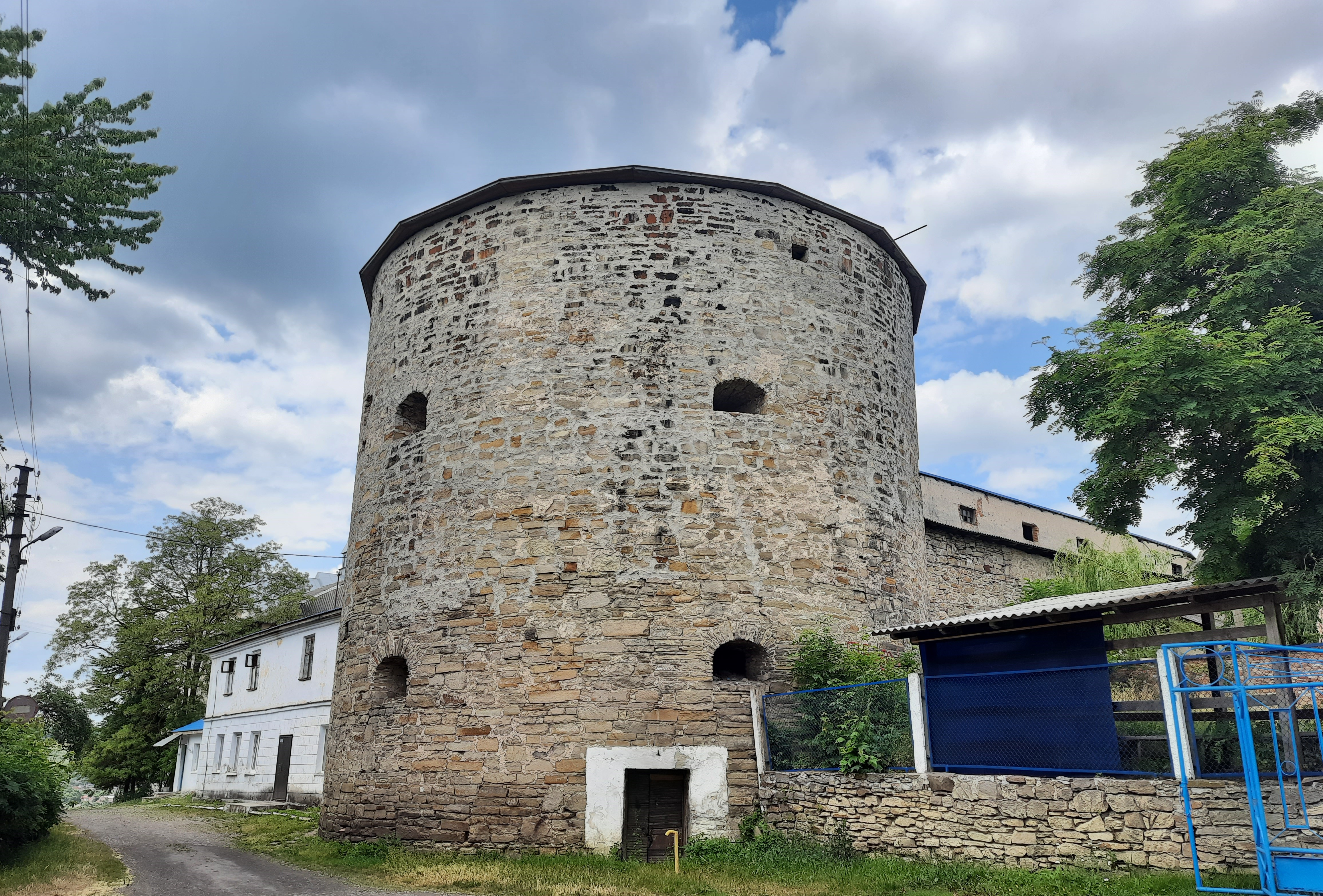
Замок до Першої світової війни

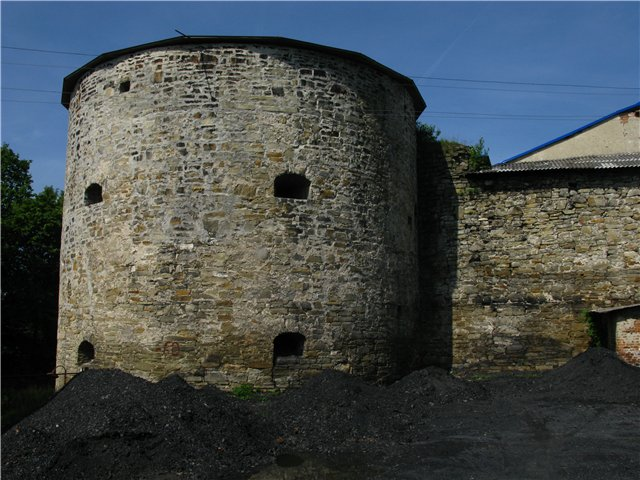
Вежа

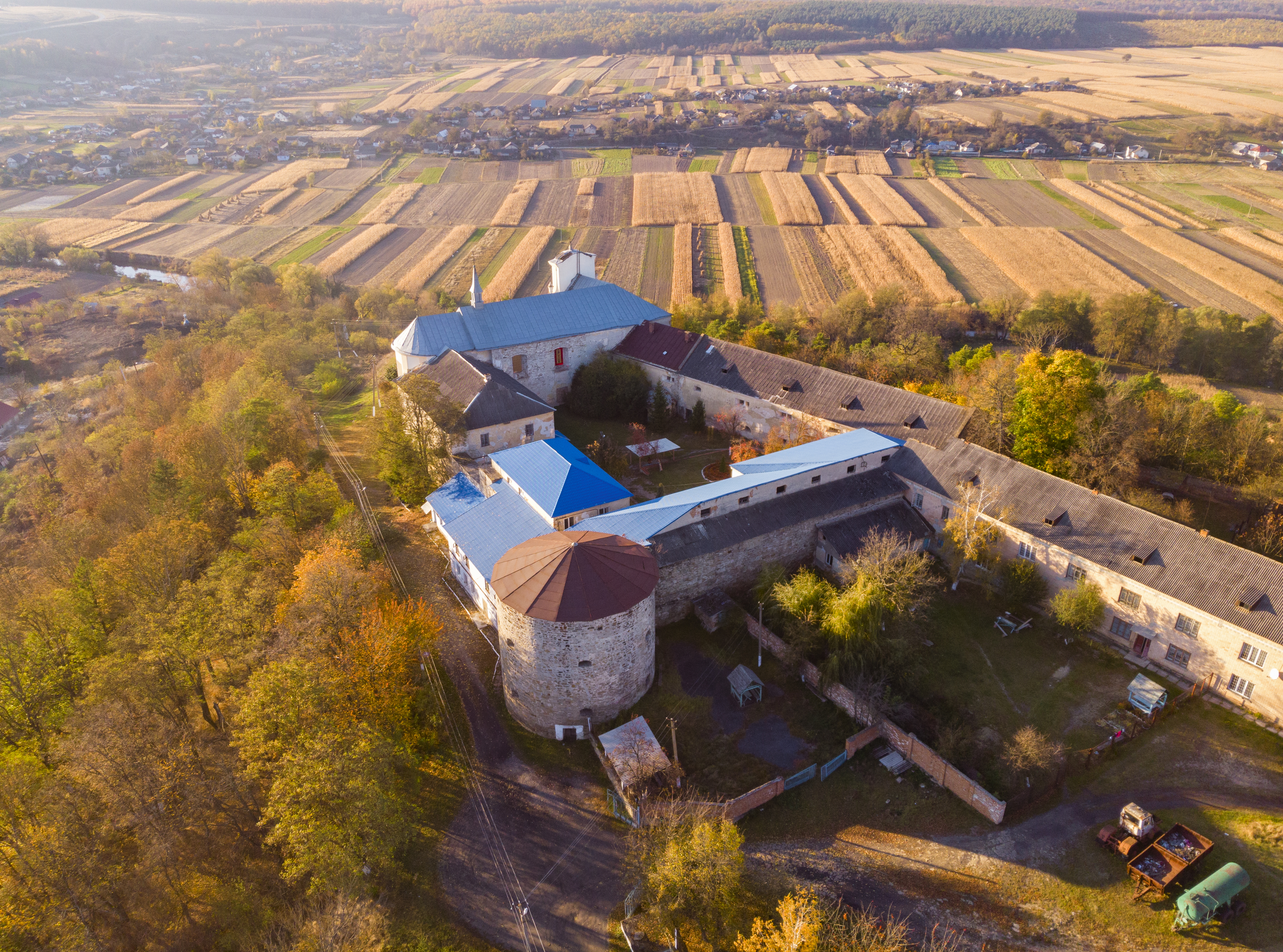
Вид на замок з повітря

Перший дерев'яний замок у Буданові був зведений його власником Якубом Будзановським. На початку XVII століття на місці зруйнованого кримськими татарами дерев'яної, співвласники міста брати Ян та Марцін Ходоровські сприяють спорудженню мурованої фортеці; у 1631 році вони продали замок Александрові Сененському (сину Даніеля Сененського та Ельжбети Тарновської). Потім  замок перейшов у власність до родини Левочинських.
Під час Національно-визвольної війни українського народу 1648–1653 років. під проводом Богдана Хмельницького козаки кілька разів брали приступом укріплення (замок двічі успішно витримав козацьку облогу в часи Визвольної війни, але під час 3-ї козацької атаки 1651 року був здобутий). Після цих подій замок лежав у напівзруйнованому та розграбованому стані. Опис замку 1661 року свідчить: «тут зогнили дахи та підлога, башти і стіни мали чимало пробоїн, міст і стрілецькі галереї на баштах прогнили, пічки в житлових приміщеннях стояли розваленими».
Замок відбудували, але турецька армія паші Ібрагіма Шишмана в 1675 році потужними артобстрілами вщент його знищила. Оборонців замку місцеве населення поховало на сусідний горі Погибниця. Після цієї руйнації військова комісія визнала недоцільним відновлювати весь фортифікаційний ансамбль. У 1765 році Евстахій Потоцький на догоду своїй дружині Марії з Ковтських подарував Буданівський замок черницям, виділив кошти на його переобладнання під монастир.
У 1846 році монастирські приміщення було реконструйовано, добудовано шпитальний корпус.
Після Другої світової війни, в 1956 році відновлений замковий комплекс запрацював як психіатрична лікарня на 300 ліжок. Вона функціонує тут досі.

## Замок на гербі Буданова
Сучасний герб Буданова затверджений 25 березня 1999 року. У лазуровому полі срібна кам'яна стіна з вежею, на якій виникає золотий лев із золотим мечем у лапах. Фортечна стіна вказує на причину виникнення Буданова та його стратегічне значення як укріпленого містечка з оборонним замком.

## Опис замку
Замок височить на Замковій горі, підступи до якої утруднюють природні перешкоди.
Збереглися дві наріжні конусоподібні башти з двома ярусами гарматних амбразур, що зводяться на висоту п'ятиповерхового будинку. Поряд з баштами збереглися фрагменти замкових мурів та старі келійні корпуси, переобладнані із замкових казарм, що тягнуться до костелу.